# Мартиненко Микола Якович
Микола Якович Мартиненко (14 грудня 1944, Київ) — український дипломат. Генеральний консул України в Шанхаї (2001—2004).

## Біографія
Народився 14 грудня 1944 року у місті Києві. З 1986 року — був начальником управління обслуговування Головного управління УРСР по іноземному туризму, членом колегії У 2001—2004 рр. — перший консул України в Шанхаї.